# Lichinella nigritella
Lichinella nigritella är en lavart som först beskrevs av Lettau, och fick sitt nu gällande namn av P. P. Moreno & Egea. Lichinella nigritella ingår i släktet Lichinella och familjen Lichinaceae.   Inga underarter finns listade i Catalogue of Life.
I den svenska databasen Dyntaxa används istället namnet Gonohymenia nigritella för samma taxon.  Arten är reproducerande i Sverige.

## Källor

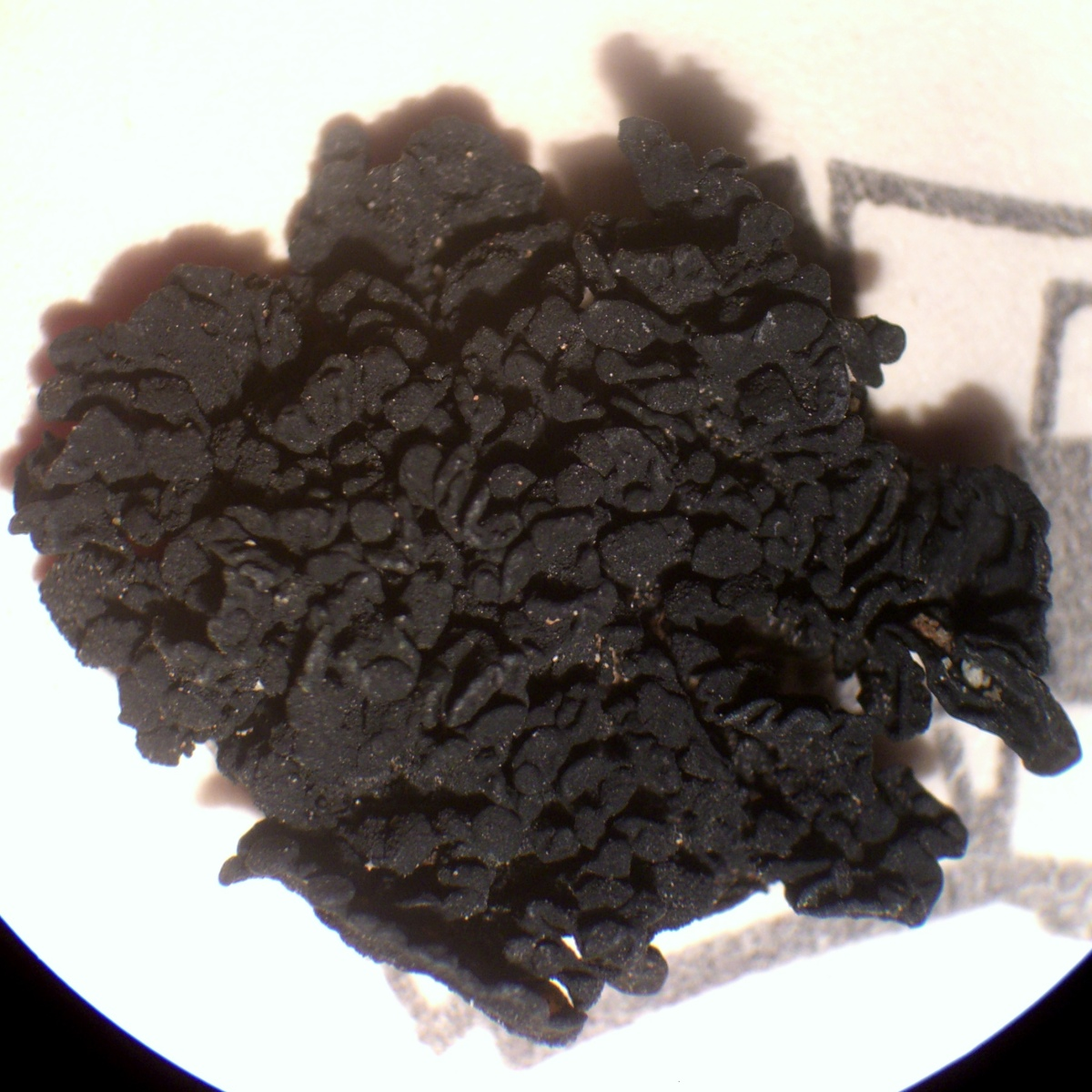